# Laguna Puyupuyo
Laguna Puyupuyo är en sjö i Bolivia.   Den ligger i departementet La Paz, i den nordvästra delen av landet, 600 km nordväst om huvudstaden Sucre. Laguna Puyupuyo ligger 4 631 meter över havet. Arean är 0,89 kvadratkilometer. Den sträcker sig 3,0 kilometer i nord-sydlig riktning, och 1,0 kilometer i öst-västlig riktning.
Trakten runt Laguna Puyupuyo består i huvudsak av gräsmarker. Trakten runt Laguna Puyupuyo är nära nog obefolkad, med mindre än två invånare per kvadratkilometer.